# Kollafjörður (Faxaflói)
Kollafjörður – fiord w południowo-zachodniej Islandii, położona w południowo-wschodniej części zatoki Faxaflói, między półwyspem, na którym położony jest Reykjavík oraz obszarem lądowym, na którym góruje masyw Esja. Przy wejściu do fiordu osiąga on szerokość około 9 km. Wcina się w głąb lądu na około 13 km rozdzielając się na kilka mniejszych zatok, z których najważniejsze to: Leiruvogur, Djúpavík i Hofsvík. W południowej części fiordu znajduje się kilka wysp, z których największa to Viðey. Pozostałe mniejsze wyspy to (idąc od zachodu na wschód): Akurey, Engey, Lundey i Þerney. Linię brzegową urozmaicają półwyspy: Seltjarnarnes, Geldinganes, Álfsnes, Brimnes i Kjalarnes.  

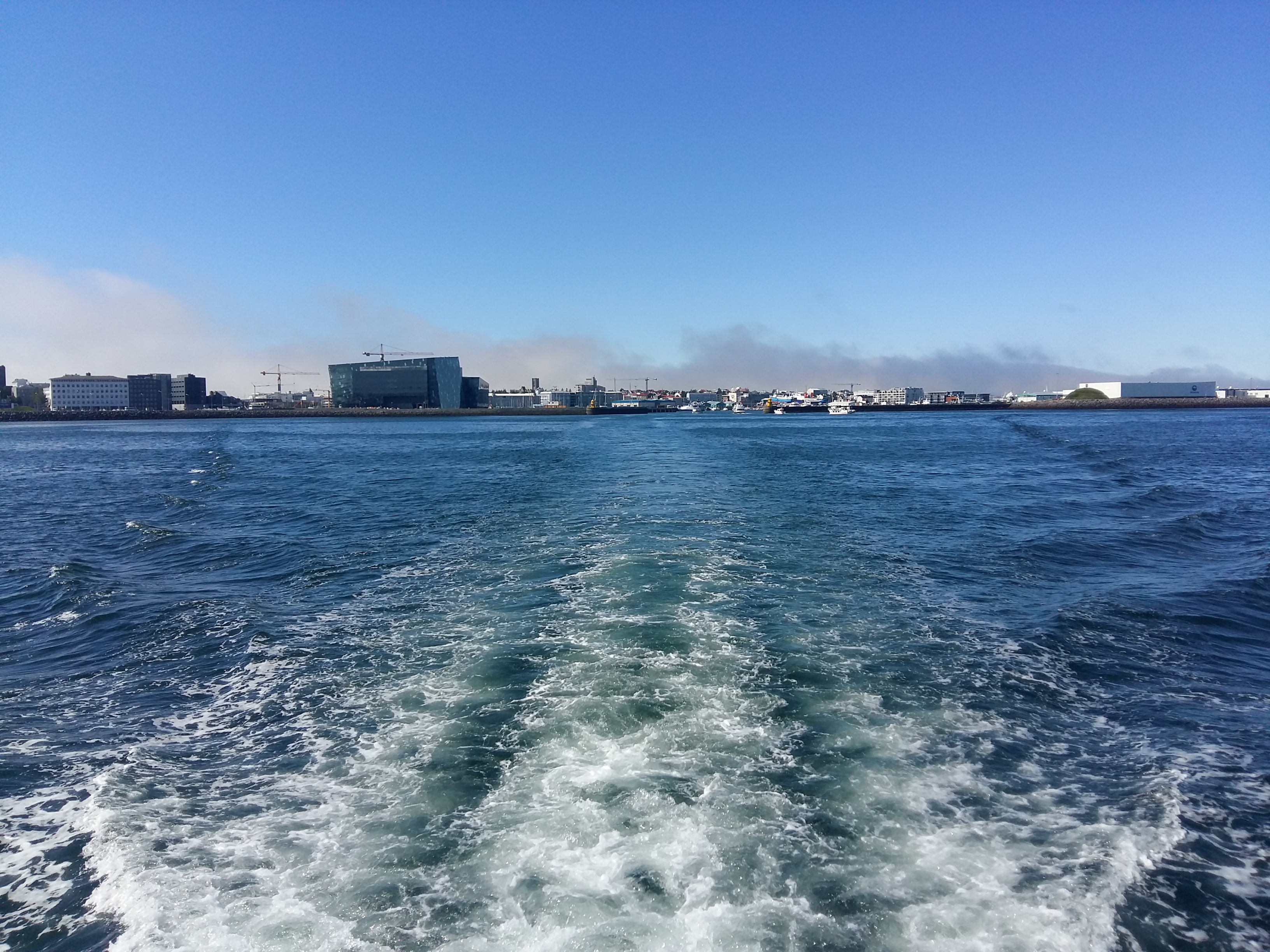
Panorama Reykjavíku z zatoki Kollafjörður

Południowe wybrzeże fiordu jest gęsto zaludnione - mieści się tam stolica kraju Reykjavík oraz miasto Seltjarnarnes. Na wschodnim krańcu położone jest miasto Mosfellsbær. Na północnym wybrzeżu, najsłabiej zaludnionym, miejscowość Grundarhverfi. Północne i południowe wybrzeże (poza półwyspem Seltjarnarnes, które stanowi część gminy Seltjarnarnesbær) pod względem administracyjnym przynależy do gminy stołecznej Reykjavíkurborg. Jedynie fragment wschodniego wybrzeża należy do gminy Mosfellsbær.